# Rap Dämon
Rap Dämon ist das Debütalbum des deutschen Rappers MC Basstard. Es wurde im Jahr 2000 als sechste Veröffentlichung des Independent-Labels Bassboxxx veröffentlicht. Im Jahr 2004 erschien das Album über Basstards Label Horrorkore Entertainment als Wiederveröffentlichung.

## Hintergrund
Nachdem im Jahr 1998 das Label Bassboxxx gegründet worden war, konnte 1999 die erste Auflage des Albums BC des Rappers Frauenarzt in einem Berliner Kassetten-Kopierwerk hergestellt werden. An der Entstehung von BC waren bereits Hip-Hop-Musiker wie MC Basstard, MC Bogy und DJ Manny Marc beteiligt. Es folgte die Produktion der Tonträger Sex König, Tanga Tanga, Bass Computer 2000, Es gibt kein Battle und als sechste Veröffentlichung Rap Dämon.
Die Ursache dafür, dass MC Basstard damit begann Hip-Hop-Musik aufzunehmen und das Album Rap Dämon zu veröffentlichen, war der Berliner Vincenco de Marcos, welcher unter dem Pseudonym Frauenarzt bekannt ist. Dieser animierte Basstard dazu mit der Aufnahme von Sprechgesang zu beginnen. Frauenarzt kannte Basstard bereits einige Jahre vor der Veröffentlichung des ersten Tapes BC durch die gemeinsame Mitgliedschaft in der Gruppe Berlin Crime. Die Produktion von Musik wurde für die Mitglieder von Berlin Crime zur legalen Alternative den Bekanntheitsgrad der Gruppe in der Öffentlichkeit zu steigern. Frauenarzt war in dem gesamten Produktionsprozess involviert. So entstand MC Basstards Debütalbum zu einem Großteil im Studio des Hip-Hop-Musikers. Des Weiteren war Frauenarzt für die Vervielfältigung des Tonträgers sowie für die Kontakte zu verschiedenen Vertriebswegen verantwortlich.

## Rechtliche Folgen
Das Lied Bullen Bonus hatte rechtliche Folgen für Basstard. Es entstand als Reaktion auf die Inhaftierung MC Basstards an dessen 18. Geburtstag. Diese erfolgte, aus Sicht des Rappers, zu Unrecht. Bullen Bonus wurde einen Tag nach der Verhaftung im Studio des Rappers Frauenarzt aufgenommen. Sechs Jahre nach der Veröffentlichung des Tapes Rap Dämon erschienen nach Angaben Basstards einige Beamte der Kriminalpolizei bei einem Konzert von MC Basstard und Frauenarzt. Diese hätten das Stück in einer Radiosendung gehört. Laut seiner Darstellung hätten die Beamten sein Auto durchsucht und mit einer Anzeige wegen gewaltverherrlichender Texte gedroht, woraufhin er das Album zensiert habe, um „nicht auf 4000 CDs sitzen zu bleiben“.

## Versionen

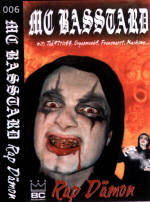
Cover der Tape-Version

Rap Dämon wurde 2000 als Tape veröffentlicht. Dieses besteht aus 15 Titeln. Aufgrund der geringen Nachfrage nach Kassetten wurde das Tape nach einiger Zeit nicht mehr verkauft. Es erschienen später diverse Schwarzpressungen, sogenannte Bootlegs, die in Geschäften und Online-Shops käuflich erwerbbar sind. Da der verantwortliche Künstler keine Gewinnbeteiligung an dem Verkauf von Bootlegs erhält, entschied sich MC Basstard dazu, Rap Dämon erneut als CD zu veröffentlichen. Das Album wurde neu gemastert und erschien 2004 als erster Tonträger über Basstards Label Horrorkore Entertainment. Die Wiederveröffentlichung von Rap Dämon enthält, im Gegensatz zur ursprünglichen Version, einige zensierte Textstellen. Des Weiteren sind auf der CD-Version drei zusätzliche Lieder zu finden. Außerdem entfernte MC Basstard, seiner Darstellung nach aufgrund von Drohungen der Kriminalpolizei, das Musikstück Bullen Bonus aus der Titelliste.

## Bedeutung und eigene Wahrnehmung
Das Debütalbum von MC Basstard enthält bereits zahlreiche stilistische Elemente des Musikgenres Horrorcore. Damit gilt Rap Dämon als eines der ersten deutschsprachigen Alben dieses Hip-Hop-Subgenres. Aus der Sicht von MC Basstard, erreicht sein Debütalbum nicht die textliche Qualität späterer Veröffentlichungen. Dennoch sieht der Rapper die Bedeutung für das Genre und seine musikalische Karriere.

„Rap Dämon war nicht gerade ein lyrisches Meisterwerk von mir. Als ich angefangen habe es zu produzieren war ich gerade 17 und dennoch hebt sich dieses Debüt sehr extrem von anderen Alben ab.
Zu dieser Zeit war es etwas komplett neues und ich habe mit diesem Album einen Grundstein für die immer weiter wachsende Horrorcore-Szene in Deutschland gelegt. Für mich selbst war es ein Einstieg in die Musikwelt und gleichzeitig die Basis für meinen sehr eigenen Rapstyle zu dem ich immer wieder zurückgekehrt bin und immer wieder werde.“

## Titelliste
1. Intro – 1:14
2. Rap Dämon (feat. Taktlo$$ und Frauenarzt) – 4:40
3. Live (mit Kerner) – 0:47
4. Nacht der Angst (feat. Mach One) – 3:28
5. Ich bin ein Berliner – 4:27
6. Inzest (feat. Frauenarzt und King Orgasmus One) – 3:13
7. Hippe Hoppe Writer (feat. Die Lätzten) – 5:41
8. Bullen Bonus (feat. Todesbringer) – 4:39
9. Im Feldzug des Bösen (feat. Satanic Steve und Viagra Bob) – 5:23
10. Brennt den Club ab (feat. Frauenarzt und King Orgasmus One) – 4:33
11. Wild West Berlin (feat. King Orgasmus One) – 3:46
12. Wenn die Bullen kommen (feat. Frauenarzt und Viagra Bob) – 3:49
13. Hurensohn Hurensohn (feat. Taktlo$$) – 4:31
14. Basstard ist am Mic (feat. Archa) – 3:15
15. Outro – 1:02
16. Halloween ’03 (feat. Daemon und Frauenarzt) (Bonus-Lied der CD-Version)
17. Geht ab seid still (feat. 4.9.0 Friedhof Chiller) (Bonus-Lied der CD-Version)
18. Rap Dämon 2005 (feat. Frauenarzt und Taktlo$$) (Bonus-Lied der CD-Version)

## Texte
Die Texte der Lieder behandeln vor allem die, für das Genre des Horrorcores üblichen, Thematiken Mord, Satanismus und Kannibalismus. Des Weiteren bewegen sich einige Stücke textlich im Bereich des Subgenres Battle-Rap.
Im ersten Lied des Albums stilisiert sich MC Basstard zum Sohn des Teufels, dessen Brüder der Mörder Charles Manson und die fiktive Figur Freddy Krueger sind. Der Rapper nimmt in Rap Dämon Bezug zum Okkultismus („Ich bin MC Basstard entstanden aus Alpträumen und bösen Sagen.“) und bringt dies in Verbindung mit Elementen des Battle-Raps, bei welchem andere Rapper erniedrigt werden („Ich steige aus der Hölle mit Axt und Beil auf der Suche nach den Fantastischen Vier“). Ein weiteres Stück, das vor allem dem Horrorcore zuzuordnen ist, ist das Lied Nacht der Angst.
Das Musikstück Bullen Bonus verarbeitet die Wut der Rapper MC Basstard und Todesbringer auf die Arbeit der Polizei. Diese drückt sich textlich darin aus, dass die Ermordung und der Verzehr von Polizisten beschrieben wird. Die Rapper bezeichnen dies im Lied als „Erlösung“.

„Ich renne Nachts brüllend durch die Straßen, auf der Suche nach grünem Blut. Mein Herz gehört dem Hass, in meinen Augen brennt die Wut. Treff’ ich einen Bullen, dann zerfleisch’ ich ihn, vergewaltige seine Frau und schenke seinen Kindern Heroin! Die Bullenpest verbreitet sich. Ich seh’ mich als Arzt, der versucht, die Menschheit zu retten. Um diese Pest zu zerstören, benutze ich Nebelgranaten und Ketten! Yeah, heute nacht geh’ ich auf Bullenjagd! Ich hab’ zu Hause grüne Köpfe als Trophäen, nach denen niemand fragt. Macht Platz in Euren Herzen für das Böse! Geht zu einem Bullenschwein, schießt ihm ein Loch in den Kopf und schreit: „Ich erlöse!“ […] Heute morgen gab es zum Frühstück Bulleninnereien! Ich habe Arme wie Bäume und aus Titan ist mein Bein. Ich war in Deinem Traum, Bulle. Wachst Du mitten in der Nacht auf und fängst an zu weinen?“

Brennt den Club ab stellt eine textliche Ausnahme des Albums dar. In diesem geht es um Partys und damit verbunden um Musik („Fühlt den Bass wie er vibriert, bis die Party explodiert.“), Tanz und sexuelle Ausstrahlung der Frauen. So werden Frauen unter anderem in dem Lied dazu aufgefordert, sich auszuziehen und zu tanzen („Zieht eure Hose aus und macht eure Bluse auf! […] Alle Ladies rundherum, keine Scham: Heute Abend gibt’s Arschalarm.“).

## Gastbeiträge

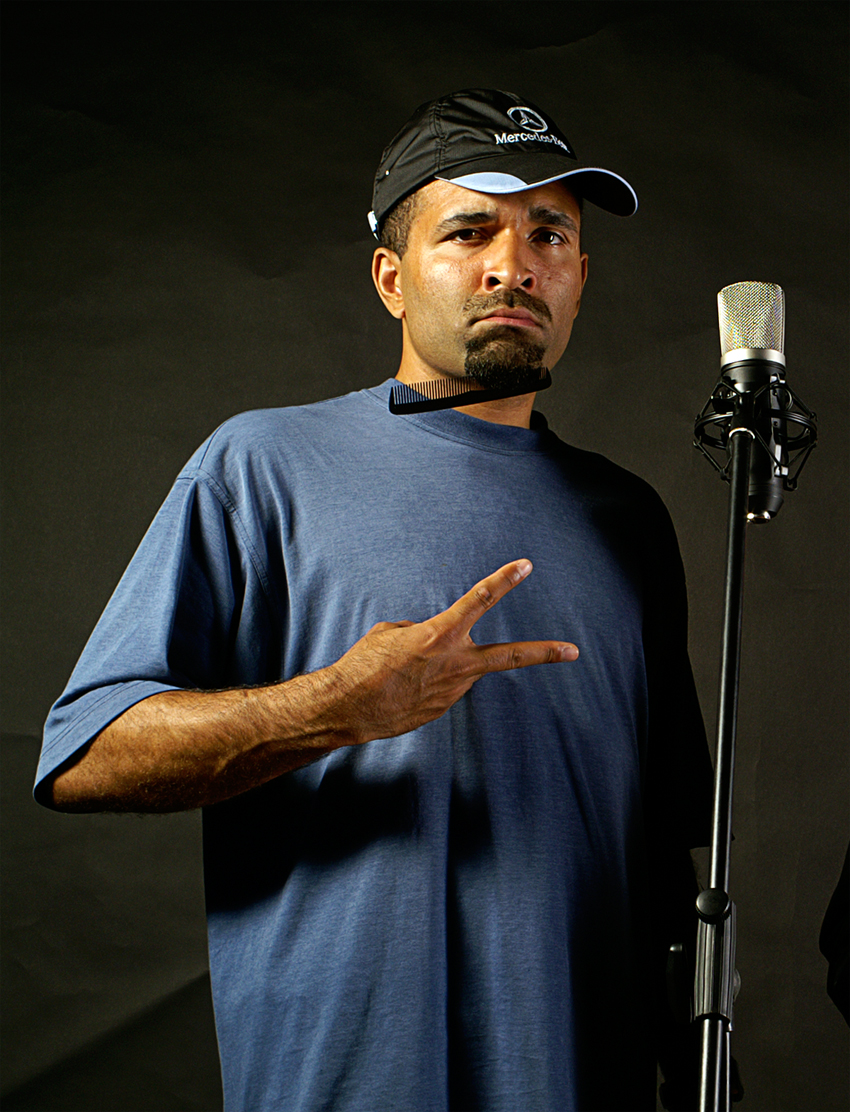
Rapper Taktlo$$

Die musikalischen Gäste auf Rap Dämon sind zu einem Großteil dem Berliner Label Bassboxxx, über welches Basstard drei seiner Alben veröffentlichte, zuzuordnen. Dazu gehört der Rapper Frauenarzt, der auf vier Liedern des Tonträgers vertreten ist. Des Weiteren ist der Bassboxxx-Mitgründer Mach One zu nennen. Dieser tritt auf den Stücken Nacht der Angst und zusammen mit dem Rapper Akte One unter dem Gruppennamen Die Lätzten auf Hippe Hoppe Writer in Erscheinung.
Auf den Musikstücken Rap Dämon und Hurensohn Hurensohn ist der Rapper Taktlo$$ vertreten. Dieser hatte zur Zeit der Veröffentlichung von Rap Dämon durch seine gemeinsame Arbeit mit Kool Savas als Westberlin Maskulin bereits einen höheren Bekanntheitsgrad. Auf zwei Liedern ist der Hip-Hop-Musiker Viagra Bob zu hören. Der heute unter dem Künstlernamen MC Bogy bekannte Rapper war an der Entstehung der Lieder Im Feldzug des Bösen und Wenn die Bullen kommen beteiligt.
Des Weiteren kann der ebenfalls aus Berlin stammende King Orgasmus One genannt werden. Mit diesem entstanden vier Stücke des Albums. Auf dem Lied Bullen Bonus tritt der Rapper unter dem Pseudonym Todesbringer in Erscheinung. Außerdem ist auf dem Musikstück Im Feldzug des Bösen Satanic Steve vertreten. Dieser veröffentlichte im Februar 2007 den Tonträger Daemontape über das Berliner Label Ghetto Musik.

## Produktion

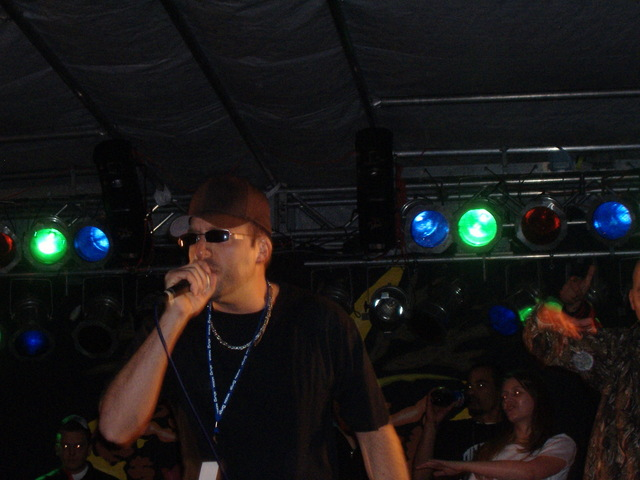
Frauenarzt bei einem Konzert

Die Produktion des Albums erfolgte zu einem Großteil in dem Studio von Frauenarzt in Berlin-Tempelhof. Zum Ende des Produktionsprozess entstanden noch einige Lieder im Studio von Mach One. Dieses wurde unter dem Namen Das Lätzte Loch geführt und diente bereits für das Album BC von Frauenarzt als Aufnahmestudio.
Als Hauptproduzent von Rap Dämon tritt Frauenarzt in Erscheinung. Dieser hat bis auf drei Lieder den kompletten Tonträger produziert. Für einige Beats von Frauenarzt wurden Samples verwendet. Die Musikstücke Hippe Hoppe Writer, Nacht der Angst und Im Feldzug des Bösen wurden von Mach One produziert.
Der Beat zu Brennt den Club ab wurde 2007 in einer neuen Version von Frauenarzt für das gleichnamige Lied, welches unter anderem auf dem Musiksender MTV ausgestrahlt wurde, verwendet.

## Illustration
Das Cover der Tape-Version wurde von Frost 187 gestaltet. Dieser arbeitete einige Zeit als Manager bei dem Independent-Label Bassboxxx und ist wie MC Basstard Mitglied bei der Berliner Gruppe Berlin Crime. Bei der Wiederveröffentlichung von Rap Dämon wurde die Gestaltung des CD-Covers von Bobby übernommen. Bobby fungierte 2004 als Grafiker für das Label Horrorkore Entertainment.

## Vermarktung
Die Vermarktung des Tapes wurde selbstständig von den an der Produktion beteiligten Personen übernommen. Diese haben die Cover kopiert und für die Hüllen der Kassetten gefaltet. Nach der Fertigstellung der ersten Auflage, haben die Musiker die Tapes zu verschiedenen Berliner Hip-Hop-Läden gebracht, wo die Tonträger dann zum Verkauf angeboten wurden. Die später erschienenen Alben wurden von Jayo, dem Eigentümer des Vertriebs Distributionz, deutschlandweit vertrieben.